# Val McDermid
Val McDermid (Kirkcaldy, 4 juni 1955) is een Schots schrijfster van misdaadboeken. Ze is vooral bekend geworden met haar serie thrillers waarin Dr. Tony Hill de hoofdrol speelt.
McDermid is opgegroeid in het Schotse Kirkcaldy, waar ze de Kirkcaldy Highschool bezocht. Ze studeerde aan het St. Hilda's College van de Universiteit van Oxford en ging na haar studie aan de slag als journaliste. Ook was ze korte tijd toneelschrijfster.
In 1987 behaalde ze haar eerste succes met de roman Report for Murder, de eerste in de reeks rond de lesbische journaliste Lindsay Gordon. Homoseksualiteit is een regelmatig terugkerend thema in haar boeken. Ze schreef ook een reeks rond de vrouwelijke privé-detective Kate Brannigan en een rond de profiler dr. Tony Hill, die de basis vormde voor de ITV-misdaadreeks Wire in the Blood.